# Antonino Sammartano
Antonino Sammartano, detto Nino (Mazara del Vallo, 17 gennaio 1897 – Mazara del Vallo, 30 luglio 1986), è stato un pedagogista e funzionario italiano.

## Biografia
Dopo aver iniziato gli studi al ginnasio statale “Gian Giacomo Adria” di Mazara e poi al liceo classico Ximenes di Trapani, conclusi a Ferrara, è interventista e partecipa come sottotenente di artiglieria alla prima guerra mondiale. Si laurea quindi in lettere a Pisa con Francesco Flamini con una tesi su Emilio De Marchi. 

### Nel fascismo
Nel 1921 è tra i fondatori, a Mazara del Vallo, di uno dei primi Fasci di combattimento in Provincia di Trapani. Dà vita alla rivista “Fiammate”  di prevalente indirizzo narrativo e poetico;  Seguono gli studi critici sul poeta Lionello Fiumi (Palermo, 1922) e su Giovanni Meli (Milano, 1928).
Nel 1925 aderisce al Manifesto degli intellettuali fascisti del conterraneo Giovanni Gentile e fonda il periodico “Rivoluzione Fascista". Collaborò per “Critica fascista” diretta da Giuseppe Bottai.
Dedicatosi all'insegnamento, dal 1924 al 1933 insegna nelle scuole secondarie e nel 1933 è preside del liceo classico di Adria . Agli inizi degli anni trenta fonda a Pescara la rivista di politica e cultura "Tempo Nostro" a cui collaborano i nomi più significativi, in quel periodo, delle arti letterarie e figurative.
Nel 1935 consegue la libera docenza in Pedagogia. Nel 1936 è chiamato a Roma, come ispettore generale al Ministero dell'educazione nazionale, dove fonda la rassegna bibliografica "Il libro italiano", della quale è redattore capo fino al 1943.
Nel 1938 inizia l'insegnamento universitario in pedagogia nella Facoltà di Magistero dell'Università di Urbino che, quasi ininterrottamente, prosegue per un trentennio. Fa parte del comitato nazionale, presieduto da Giovanni Gentile, per la pubblicazione di tutta l'opera di Giuseppe Pitrè. Negli anni 1940-42 e insegna Pedagogia nell'Istituto Universitario "M.S.S.Assunta" della Città del Vaticano. 
Aderì, dopo l'8 settembre 1943, alla Repubblica Sociale Italiana e dal 6 novembre 1943 fu direttore generale del Ministero della cultura popolare. 

### Nel dopoguerra
Nel dopoguerra, posto a riposo dall'insegnamento nel 1946, fu reintegrato nel 1949 dal Consiglio di Stato all'università di Urbino.
Nel 1947 fonda a Mazara del Vallo la Società Editrice Siciliana (S.E.S.) che avrà una lunga e fortunata vita di promozione culturale, sia locale che nazionale. Fra i titoli più significativi pubblicati : Michele Amari, La storia del Vespro siciliano; Giovanni Meli, Tutte le poesie; Ibn Hamdis, Poesie (tradotte da Francesco Gabrieli); Tina Whitaker Scalia, Sicilia e Inghilterra; Michele Cipolla, La storia della matematica.
Nel 1951 fonda a Roma la "Nuova Rivista Pedagogica" da lui diretta fino al 1980 e in cui pubblica numerosi saggi sulla vita e la politica scolastica italiana, continuando un impegno che datava dagli anni'30.. Partecipa come candidato nel 1953 alle elezioni al Senato della Repubblica nelle liste del Movimento Sociale Italiano ma non è eletto.
L'attività universitaria dà luogo ad una intensa ricerca di studio nel campo dell'educazione, di cui sono frutto molte opere. Tra il 1946 e il 1950 collabora all'Enciclopedia Cattolica, e poi all'Enciclopedia Filosofica.
Nel 1952 assume la carica di Commissario straordinario dell'Istituto nazionale del dramma antico (I.N.D.A.), carica che tiene fino al 1971, organizzando dieci cicli di rappresentazioni classiche nel teatro greco di Siracusa e la messa in scena, nei teatri greci della Sicilia e romani della penisola, di tragedie e commedie del mondo classico. A Siracusa dà vita nel 1963 al I Congresso Internazionale di studi sul Dramma antico, che organizza ancora nel 1967 1969. Sempre a Siracusa si fa promotore di una Scuola superiore di Archeologia e di studi sul Dramma antico, sotto l'egida dell'Università di Catania.
Fra le varie onorificenze ricevute nel corso della sua lunga attività anche la medaglia d'oro ai benemeriti della scuola, della cultura e dell'arte.

## Opere
- Lionello Fiumi, studio critico,  Santi Andò, Palermo, 1922
- La Sicilia fuori della rivoluzione fascista, Pisa, 1924
- Emilio De Marchi,   Sandron   Roma-Palermo 1926
- La scuola media e il fascismo, Roma, 1930
- Idee e problemi della Rivoluzione fascista, Vallecchi, Firenze 1932
- La funzione della scuola media in Italia dalla Marcia su Roma,  Istituto Nazionale Fascista di Cultura, Roma, 1935
- Corso di cultura fascista, Le Monnier, Firenze 1935
- I pedagogisti dell'età umanistica,   S.E.S,  Mazara del Vallo, 1949
- Il rapporto maestro-scolaro come problema fondamentale della pedagogia, S.E.S  Mazara del Vallo, 1953
- I maestri di Portoreale, (trad.dei testi francesi di A.Siclari), S.E.S. Mazara del Vallo, 1956
- Scritti pedagogici, Argalia , Urbino, 1965
- Gli spettacoli classici in Italia: 1914-1964, Argalìa, Urbino, 1965
- Teoria e storia di una pedagogia dei rapporti, Argalia, Urbino, 1967
- La restaurazione dell'uomo in Rousseau (e altri saggi e questioni di pedagogia), S.T.E.U. Urbino, 1969
- Nuovi saggi pedagogici, Argalia, Urbino, 1974